# Strade Bianche femminile 2022
La Strade Bianche femminile 2022, ottava edizione della corsa, valevole come prima prova dell'UCI Women's World Tour 2022 categoria 1.WWT, si è svolta il 5 marzo 2022 su un percorso di 136 km, con partenza e arrivo a Siena, in Italia. La vittoria fu appannaggio della belga Lotte Kopecky, la quale completò il percorso in 3h59'14", alla media di 34,109 km/h, precedendo l'olandese Annemiek van Vleuten e la sudafricana Ashleigh Moolman-Pasio.
Sul traguardo di Siena 85 cicliste, su 139 partite dalla medesima località, portarono a termine la competizione.

## Percorso
La gara prende il via da Siena dal piazzale della Libertà di fronte alla Fortezza Medicea e si conclude come da tradizione in Piazza del Campo, per una distanza complessiva di 136 km. Seguendo una tradizione ormai consolidata si affrontano circa 30 chilometri di strade sterrate suddivisi in otto settori. La corsa è caratterizzata, oltre che dallo sterrato, da un tracciato molto ondulato e accidentato caratterizzato da numerose curve e da una prima impegnativa ascesa con pendenze attorno al 10% all'interno del secondo tratto di sterrato. L'ultimo tratto in sterrato, quello delle Tolfe, si conclude a 12 km dall'arrivo. Tuttavia la corsa prevede ancora una difficoltà altimetrica, spesso decisiva per determinare il vincitore, infatti a due km dal traguardo finale inizia la salita di Porta di Fontebranda con pendenze al 9%-10%, massima in via di Santa Caterina (16%) a 500 metri dallo striscione d'arrivo finale di Piazza del Campo.
Settori di strade bianche
| Settore Numero | Nome                  | Chilometri         | Lunghezza (km) |
| -------------- | --------------------- | ------------------ | -------------- |
| 1              | Vidritta              | dal 17,6 al 19,7   | 2,1            |
| 2              | Bagnaia               | dal 25 al 30,8     | 5,8            |
| 3              | Radi                  | dal 36,9 al 41.3   | 4,4            |
| 4              | La Piana              | dal 47.6 al 53.1   | 5,5            |
| 5              | San Martino in Grania | dal 67.5 al 77.0   | 9,5            |
| 6              | Monteaperti           | dal 113.3 al 114.1 | 0,8            |
| 7              | Colle Pinzuto         | dal 116.6 al 119   | 2,4            |
| 8              | Le Tolfe              | dal 123.6 al 124.7 | 1,1            |

## Squadre e cicliste partecipanti
| N.      | Cod. | Squadra                       |
| ------- | ---- | ----------------------------- |
| 1-6     | SDW  | Team SD Worx                  |
| 11-16   | VAI  | Aromitalia-Basso Bikes-Vaiano |
| 21-26   | BPK  | BePink                        |
| 31-36   | BTW  | Born To Win G20 Ambedo        |
| 41-46   | CSR  | Canyon-SRAM Racing            |
| 51-56   | WNT  | Ceratizit-WNT Pro Cycling     |
| 61-66   | TIB  | EF Education-Tibco-SVB        |
| 71-76   | FDJ  | FDJ Nouvelle-Aquitaine        |
| 81-86   | HPW  | Human Powered Health          |
| 91-96   | SBT  | Isolmant-Premac-Vittoria      |
| 101-106 | LIV  | Liv Racing Xstra              |
| 111-116 | MOV  | Movistar Team Women           |

| N.      | Cod. | Squadra                       |
| ------- | ---- | ----------------------------- |
| 121-126 | PHV  | Parkhotel Valkenburg          |
| 131-136 | PLP  | Plantur-Pura                  |
| 141-146 | WTW  | Roland Cogeas Edelweiss Squad |
| 151-156 | SER  | Servetto-Makhymo-Beltrami TSA |
| 161-166 | BEX  | Team BikeExchange-Jayco       |
| 171-176 | DSM  | Team DSM                      |
| 181-186 | JVW  | Jumbo-Visma Women Team        |
| 191-197 | TOP  | Top Girls Fassa Bortolo       |
| 201-206 | TFS  | Trek-Segafredo                |
| 211-216 | UAD  | UAE Team ADQ                  |
| 221-226 | UXT  | Uno-X Pro Cycling Team        |
| 221-226 | VAL  | Valcar-Travel & Service       |

## Ordine d'arrivo (Top 10)
| Pos. | Corridore             | Squadra  | Tempo    |
| ---- | --------------------- | -------- | -------- |
| 1    | Lotte Kopecky         | SD Worx  | 3h59'14" |
| 2    | Annemiek van Vleuten  | Movistar | s.t.     |
| 3    | Ashleigh Moolman      | SD Worx  | a 10"    |
| 4    | Katarz. Niewiadoma    | Canyon   | a 19"    |
| 5    | Cecilie Uttrup Ludwig | FDJ      | a 24"    |
| 6    | Elise Chabbey         | Canyon   | a 28"    |
| 7    | Marianne Vos          | Jumbo    | a 29"    |
| 8    | Elisa Longo Borghini  | Trek     | s.t.     |
| 9    | Shirin van Anrooij    | Trek     | a 34"    |
| 10   | Silvia Persico        | Valcar   | s.t.     |